# Березівка (Краматорський район)
Березі́вка — село Іллінівської сільської громади Краматорського району Донецької області, Україна.

## Загальні відомості
Відстань до центру громади становить близько 27,5 км і проходить автошляхом Н32.
Розташоване на березі балки Водяної.
Неподалік розташований ландшафтний заказник "Тарасівський".

## Історична довідка
У збірнику статистичних відомостей Катеринославської губернії від 1886 року є запис про хутір Єлизаветинський у Петровській №1 волості, що розташований у 42 верстах від Бахмута, що точно відповідає розташуванню хутору Водяний №1 на мапі 1928 року.
Власницею хутора значиться вдова дійсного статського радника - Є. Ф. Рафальська. У довіднику землевласників 1870-1918 таким ініціалам відповідає тільки одне ім’я - Катерина Францівна Рафальська.
Згідно Плану Катеринославської губернії Бахмутського повіту від 1911 року, хутір Єлизаветівка межує із землями хутора Заячий (Осокина), села Оленівки (Котляревського), села Петровенька (селян-власників) та хутора Водяний (Рафальської).
З початком радянської окупації від 1919 року утворюють Тарасівську сільську раду. У довіднику 1926 року їй підпорядковуються: Тарасівка (Петровка № 3), хутір Водяний №1, хутір Водяний №2, хутір Заяча Балка, Кварцевий Кар'єр, хутір Ново-Борисівка (Мурівці), хутір Ново-Полтавка, хутір Первомайський (Фесенко-Полтавка), хутір Полтавка (Ренерів), сад Рафальського.
Згідно перепису від 17 грудня 1926 року, на хуторі Водяний №2 в той час мешкало 85 осіб (40 чоловіків та 45 жінок), з яких всі 85 були українцями.
На місці сучасної Березівки на мапі 1928 року фігурує Водяне №2.
У довіднику населених пунктів Донецької області від 1936 року, Тарасівській сільраді підпорядковано: село Тарасівка, хутір Березівка, хутір Водяний №1, хутір Водяний №2, Кварцеві кар’єри, хутір Ново-Борисівка, хутір Ново-Полтавка, хутір Осиново-Полтавка, хутір Старо-Полтавка, приміське господарство "Керамік".
22 жовтня 1980 року у підпорядкування Тарасівській сільській раді переходять села Тарасівка, Новооленівка, Водяне Друге та Березівка Олександро-Калинівської сільради; села Олександропіль та Зелене Поле Правдівської сільради.

## Населення
За даними перепису 2001 року населення села становило 25 осіб, із них 88 % зазначили рідною мову українську та 22 % — російську.

## Вулиці
В селі тільки одна вулиця Перемоги.